# Inmigración butanesa en los Estados Unidos
Butaneses estadounidenses son estadounidenses de ascendencia butanesa. Según el censo de 2010, hay 19.439 estadounidenses de ascendencia butanesa. Sin embargo, muchos butaneses llegaron a Estados Unidos desde Nepal como refugiados políticos de ese país y están registrados como nepalíes; a menudo, lo que lleva a que el número real de estadounidenses butaneses no se informe. Más de 92,323 butaneses han sido reasentados en los Estados Unidos.

## Demografía
Según el censo de 2010, hay 19.439 butaneses dentro de los Estados Unidos. Sin embargo, muchos butaneses llegaron a los Estados Unidos desde Nepal como refugiados políticos de ese país. Estos refugiados políticos formaron, según estimaciones del 20 de junio de 2010, una población de 27.926 personas en Estados Unidos. Muchos butaneses estadounidenses son de religión hindú. Los otros son kiratas, budistas y cristianos.

### Lhotshampa butanés
Muchos de los butaneses que viven en los Estados Unidos eran en realidad minorías étnicas de ascendencia nepalí. Esto se debió a que, entre finales de la década de 1980 y principios de la década de 1990, miles de butaneses fueron expulsados de Bután, ya que eran considerados por el gobierno de ese país como "inmigrantes ilegales" porque no tenían la prueba requerida para etiquetarlos como ciudadanos de Bután. Sin embargo, a pesar de esto, estos butaneses provenían de familias que habían estado viviendo en Bután durante más de dos siglos. El objetivo del gobierno era mantener la pureza étnica tibetana de la mayoría de la población. Así, desde 1990, más de 105.000 refugiados butaneses de etnia nepalí emigraron temporalmente al vecino Nepal, de donde procedían sus antepasados, instalándose en campos de refugiados en el este del país. Sin embargo, después de 15 años viviendo en el exilio en el país vecino, muchos de ellos han emigrado a Estados Unidos, Europa y Australia. Esta emigración a Estados Unidos se debe, al menos en gran parte, a un programa coordinado por el Departamento de Estado de Estados Unidos y el Alto Comisionado de las Naciones Unidas para los Refugiados. De los 60.000 refugiados butaneses - nepaleses que EE. UU. ha ofrecido para migrar en el país, según BBC News el 20 de junio de 2010, ya habían llegado 27.926 butaneses a los Estados Unidos. Sin embargo, en octubre de 2013, el Alto Comisionado de las Naciones Unidas para los Refugiados estimó que alrededor de 71.000 refugiados butaneses que vivían en los Estados Unidos. 
Según la Organización Internacional para las Migraciones, los refugiados butaneses son enviados a lugares como la ciudad de Nueva York, Chicago, Syracuse (Nueva York) y St. Louis (Missouri) . Los refugiados también son enviados a estados como Texas, Arizona, Maryland y Oregon. La comunidad está siendo ayudada por el Templo Hindú de Minnesota, junto con organizaciones sociales luteranas y católicas que les brindan materiales y apoyo moral.
En 2014, se lanzó Connecting Cleveland, un documento de cuatro páginas con historias en inglés y nepalí para servir a las familias butanesas de habla nepalí en el área de Cleveland, Ohio.
En 2020-2021, el fundador de Connecting Cleveland, Hari Dahal, un estadounidense de Bután, registró la organización sin fines de lucro como Connecting Cleveland Community, Inc. La organización sin fines de lucro ha ayudado a familias inmigrantes del Gran Cleveland cuyos miembros a menudo trabajan en trabajos de primera línea en la industria de servicios, donde al principio de la pandemia el virus se estaba extendiendo rápidamente. Los jóvenes estadounidenses de Bután bajo el liderazgo de Hari Dahal han encontrado un grupo a principios de 2020, llamado Nebham LLC, que crea varias soluciones tecnológicas y aplicaciones para organizaciones sin fines de lucro y empresas dirigidas por estadounidenses de Bután.

### Comunidades en los Estados Unidos
Según el Censo de los Estados Unidos del año 2010, las ciudades, los suburbios y los pueblos con el mayor porcentaje de estadounidenses nepalíes butaneses eran:
- Clarkston, Georgia - 11,95%
- South Salt Lake, Utah - 7,42%
- Winooski, Vermont - 6,35%
- Tukwila, Washington - 2,88%
- Burlington, Vermont - 2,04%
- Somerville, Massachusetts : 1,87%
- Des Moines, Washington - 1,68%
- Harrisburg, Pensilvania : 1,68%
- Scranton, Pensilvania - 1,41%
- Akron, Ohio - 1,19%
- Erie, Pensilvania : 1,03%
- Concord, Nueva Hampshire - 0,96%
- Lansing, Michigan : 0,87%
- Siracusa, Nueva York - 0,86%
- Lancaster, Pensilvania - 0,77%
- Twin Falls, Idaho - 0,75%
- Grand Forks, Dakota del Norte - 0,72%
- Worcester, Massachusetts - 0,72%
- Fargo, Dakota del Norte - 0,7%
- Rochester, Nueva York - 0,66%
- Boulder, Colorado - 0,63%
- Buffalo, Nueva York - 0,5%
- SeaTac, Washington - 0,42%
- Sioux Falls, Dakota del Sur - 0,41%
- Columbus, Ohio - 0,37%
- Bowling Green, Kentucky - 0,36%
- Omaha, Nebraska - 0,35%
- Aurora, Colorado - 0,32%
- Everett, Washington : 0,31%
- Nashville, Tennessee : 0,28%
- Grand Rapids, Michigan - 0,27%
- Louisville, Kentucky : 0,25%
- Baltimore, Maryland : 0,23%
- Charlotte, Carolina del Norte - 0,22%
- Fairbanks, Alaska : 0,21%
- Cleveland, Ohio : 0,19%
- Tucson, Arizona - 0,14%
- Salt Lake City, Utah : 0,14%
- Portland, Oregón - 0,13%
- Anchorage, Alaska : 0,08%

## Problemas comunitarios y sociales

### Suicidio
Un problema en la comunidad es la alta tasa de suicidios. En 2008, más de 30 refugiados butaneses, poco después del reasentamiento en Estados Unidos, se suicidaron. De 2009 a 2012, se produjeron 16 suicidios más entre la comunidad butanesa. Según un artículo de The Wall Street Journal en 2013, 7 refugiados butaneses más se habían suicidado.
Según un informe publicado por los Centros para el Control y la Prevención de Enfermedades, por cada 100.000 refugiados butaneses, 24,4 se suicidan, casi el doble de la tasa de 12,4 de la población general de Estados Unidos. También se afirmó que esta estimación era mucho más alta que la tasa global anual de suicidios estimada para todas las personas en el mundo en 16 por cada 100.000 personas.

### Pobreza
Según los datos publicados en 2017 por el Pew Research Center, el 33,3% de la comunidad estadounidense de Bután vivía por debajo del umbral de pobreza. Esto es más del doble del promedio de pobreza de Estados Unidos del 16% según los datos publicados por el Instituto de Política Económica en 2011.

### Salud
Muchas fuentes han indicado que el 21% de todos los estadounidenses de Bután sufren de depresión, que es casi 3 veces la tasa de los estadounidenses en general, que se sitúa en el 6,7%. Se ha observado que en la comunidad también prevalecen otras enfermedades mentales como la ansiedad y el trastorno por estrés postraumático.

### Falta de educación
Según la misma fecha publicada por el Pew Research Center, la comunidad butanesa tiene uno de los niveles educativos más bajos de todos los Estados Unidos, con solo el 9% de todos los estadounidenses butaneses de 25 años o más tienen al menos una licenciatura.

### Profesionales
Los estadounidenses butaneses poseen varios negocios que sirven a la comunidad y a un grupo más grande en todo Estados Unidos. Actualmente, Nebham LLC, una startup de tecnología dirigida por estadounidenses butaneses.

## Organizaciones
La Asociación Butanesa Estadounidense de Houston (BaaH) y la Asociación Butanesa en América (ABA) son dos ejemplos de organizaciones Butanesas-Estadounidenses. La Asociación Estadounidense Butanesa de Houston tiene un programa de ESL que brinda a las personas mayores de la comunidad los recursos para aprender inglés. Además, los estudiantes de ESL son llevados a diversos lugares y parques con fines recreativos para facilitar la adaptación a la ciudad. La Asociación de Butaneses en América tiene como objetivo establecer relaciones entre butaneses estadounidenses y butaneses en Bután y en otros lugares, así como establecer una plataforma que favorezca su relación con la comunidad y su país de origen.

## Gente notable
- Mangala Sharma